# Santo Stefano Udinese
Santo Stefano Udinese (San Scjefin in friulano) è una frazione di Santa Maria la Longa in provincia di Udine.

## Monumenti e luoghi di interesse

### Ville
Arrivando da Merlana, prima di raggiungere il borgo di S. Stefano Udinese, alla vista delle prime case in direzione nord, si incontra la “bressana” Cirio ora Petrocchi, un'uccellanda utilizzata in passato per catturare, con le reti, piccoli uccelli migratori come i tordi, le cesene, le peppole, i fringuelli eccetera. Arrivati nel paese tra le prime case troviamo Villa Cirio.

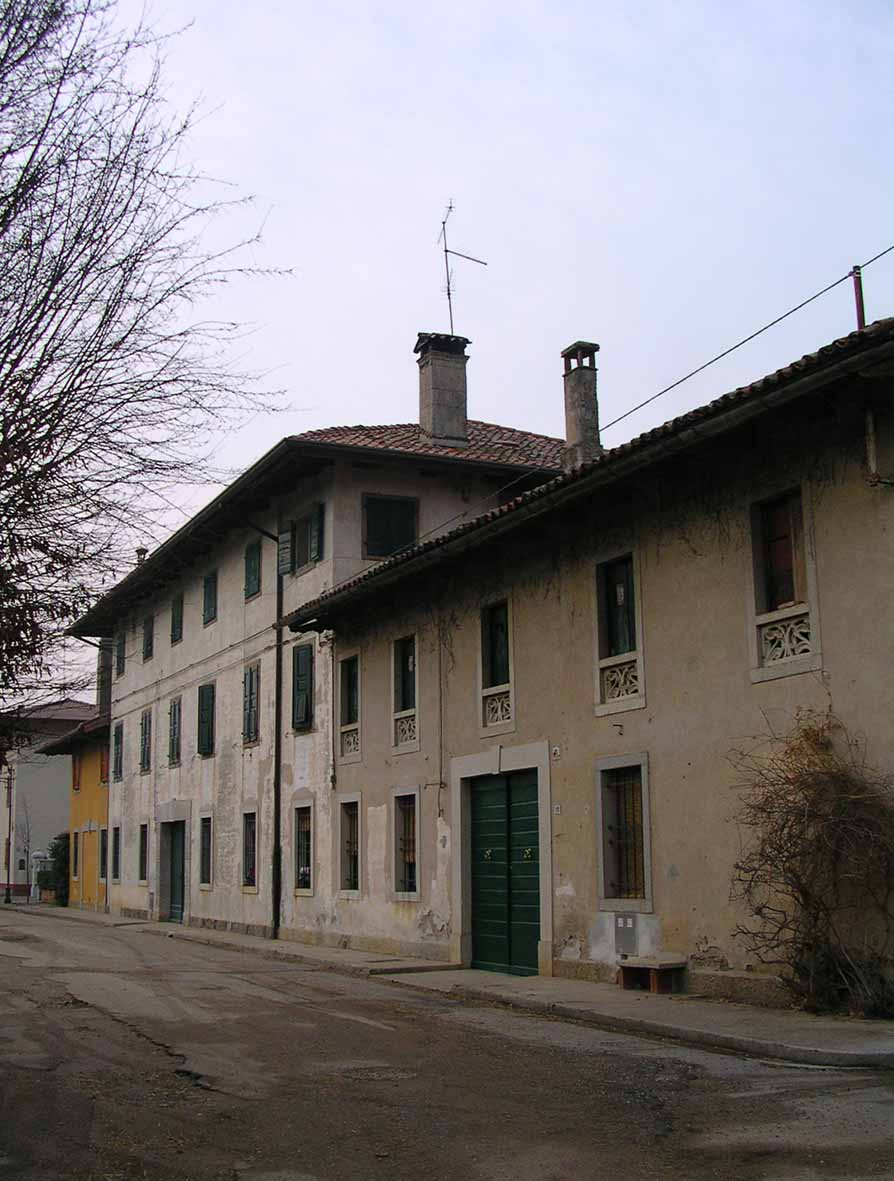
S. Stefano Udinese, villa Cirio

. Il complesso padronale seicentesco presenta un impianto planimetrico a "L". Alla destra del fabbricato principale si rileva un'ala costruita nel 1927 con interessanti aperture liberty in cemento. Proseguendo verso il centro del borgo passiamo davanti alla Villa D'Arcano che si sviluppa ortogonalmente alla strada, il complesso architettonico è stato rimaneggiato più volte. Pregevole il portale d'accesso al giardino della villa; sul retro della nobile dimora si rilevano costruzioni rustiche ed un ampio vivaio.

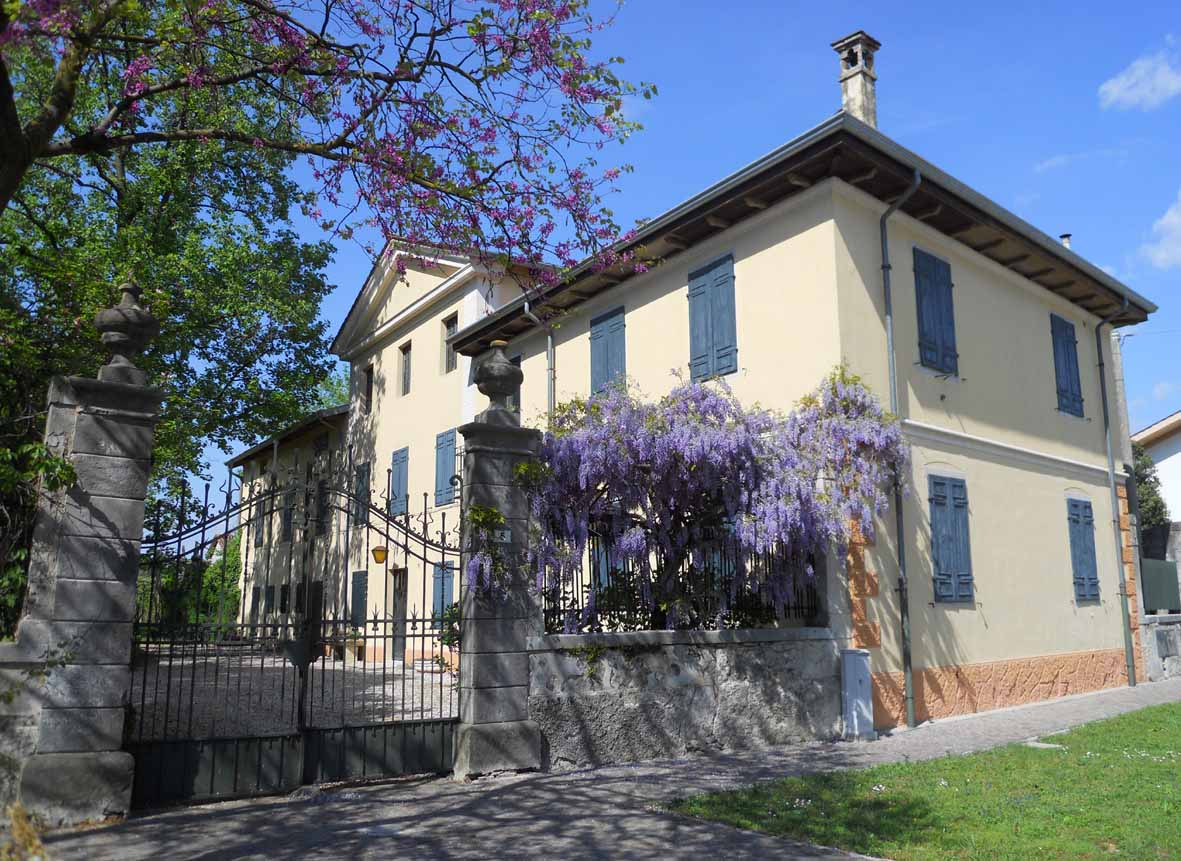
S.Stefano Udinese, villa d'Arcano

Sul lato opposto troviamo Casa Florio, con un bel portale arcuato in blocchi lapidei. Proseguendo verso la Strada Statale 352 segnaliamo alcune case antiche situate a ridosso della Roggia Brentana. Anche qui, come a S. Maria la Longa, lungo il corso d'acqua passava l'antica strada per Udine. A nord è situata Casa Fantini, che era in origine una stalla pubblica dove sostavano i carri trainati da cavalli. 

### La Chiesa parrocchiale
Oltrepassata la strada emerge la facciata della Chiesa parrocchiale di S. Stefano. L'edificio fu costruito nel 1878, sul sito della precedente chiesa, su progetto di Girolamo D'Aronco (1825-1909) padre di Raimondo, uno dei più importanti architetti italiani del periodo liberty. La parrocchiale dalle forme neogotiche presenta una navata cruciforme collegata attraverso un arco trionfale gotico al coro con abside poligonale. La facciata principale, dalle forme sobrie, nasconde le interessanti opere d'arte custodite all'interno. Tra queste segnaliamo un raffinato altare neogotico, in marmi policromi con Statua di S. Gaetano. Altre due importanti statue ottocentesche in marmo sono collocate ai lati dell'altare maggiore raffiguranti i Ss Giovanni e Sebastiano. La parete absidale presenta il Martirio di S. Stefano, opera del pittore gemonese Giuseppe Barazzutti (1890-1940). Tra le altre opere presenti all'interno della chiesa si conserva una pala raffigurante i Ss. Antonio da Padova, Ermacora con croce patriarcale, completa il dipinto una Madonna con Bambino ed un bimbo che regge un testo sacro (secolo XVII). Dopo la costruzione della chiesa e la rimozione dell'attiguo cimitero è stato costruito il campanile in stile neogotico. 

### La scritta del Duce ed il Mulino
Di fronte alla chiesa sono presenti alcune case rurali, in una facciata si è conservata la scritta: "CHI SI FERMA È PERDUTO Mussolini", eseguita nel 1938 in occasione del passaggio del Duce diretto ad inaugurare Torviscosa. Proseguendo verso nord, seguendo il corso d'acqua, si arriva al Mulino Cogoi (inizio XX secolo). L'edificio conserva ancora le attrezzature molitorie; in passato l'energia idrica, prodotta da una turbina, attivava anche una segheria.

### Chiesetta di San Giuseppe
Continuando il percorso in direzione Udine si arriva alla chiesa di S. Giuseppe. L'edificio religioso, è situato in posizione isolata attorniato da coltivazioni cerealicole. La chiesa, d'origini cinquecentesche, presenta l'ingresso rivolto ad est; in contrasto con la tipologia delle chiese costruite prima del Concilio di Trento. Probabilmente la facciata principale fu costruita in funzione dell'attigua strada medievale percorsa dai pellegrini che transitavano per Aquileia. Il portale centrale in pietra, con stemma superiore, presenta ai lati due finestre trilobate. All'interno dell'aula, è presente una pietra tombale con stemma e iscrizione datata 1539, ai lati dell'arco trionfale si rilevano due affreschi cinquecenteschi raffiguranti S. Stefano e la Pietà. Si narra che un cavallo durante il periodo napoleonico, sfuggito ad un cavaliere delle truppe francesi, entrò con un urto nella chiesa e subito dopo, a causa della violenza del colpo, la porta si chiuse ed il cavallo rimase imprigionato all'interno della chiesa. Dopo un anno, in occasione della festa di San Giuseppe, si scoprì lo scheletro dell'animale ed i banchi rosicchiati dalla bestia affamata; dopo tale avvenimento la chiesa venne anche chiamata le Glesie dal cjaval.

## Infrastrutture e trasporti
La frazione possiede una stazione ferroviaria, posta lungo la linea Udine-Cervignano.